# Sonique (Sängerin)

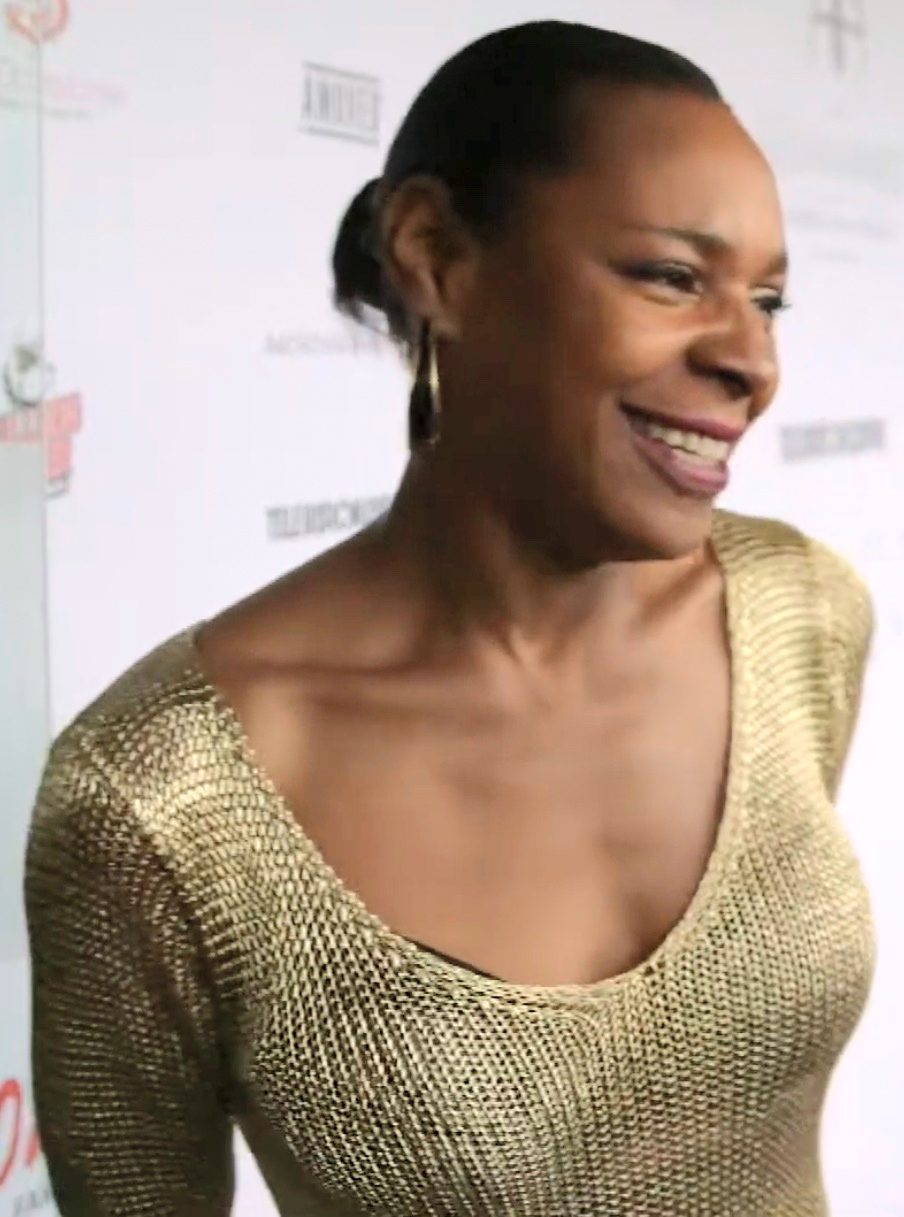
Sonique (2017)

Sonique ist der Künstlername der britischen Sängerin Sonia Marina Clarke (* 21. Juni 1965 in Crouch End, London). Ihre Vorfahren stammen aus Trinidad und Tobago.

## Leben
Mit 17 Jahren sammelte Clarke ihre ersten musikalischen Erfahrungen als Sängerin und Songschreiberin einer Reggae-Band. Da sie damit ihren Lebensunterhalt nicht bestreiten konnte, beschloss sie nach dem Aus der Band eine Solokarriere anzugehen. Sie bekam einen Plattenvertrag und hatte unter dem Künstlernamen Sonique kleinere Club-Hits. Anfang der 1990er lernte sie über die Zusammenarbeit mit Tim Simenon von Bomb the Bass den DJ Mark Moore kennen und wurde Leadsängerin des sehr erfolgreichen Projekts S’Express, mit dem sie zum ersten Mal in die Charts einstieg. Nachdem dieses Projekt ausgelaufen war, wechselte sie wieder in die Clubs und arbeitete ab 1994 sehr erfolgreich als DJ. Sie hatte Auftritte in Europa, Asien, Australien und den USA und profitierte dabei zusätzlich von ihren Gesangsfähigkeiten.
Ende der 1990er veröffentlichte Sonique wieder eigene Singles. Im zweiten Anlauf und über den Umweg USA hatte sie in ihrer Heimat mehrere Charthits, darunter It Feels so Good, das in Großbritannien ein Nummer-eins-Hit wurde und in Deutschland, Österreich und der Schweiz auf Platz 2 kam. Mit Sky und I Put a Spell on You hatte sie zwei Top-Ten-Hits und 2001 bekam sie den BRIT Award als beste Solokünstlerin. Auch in den folgenden Jahren hatte sie weitere Charterfolge, konnte aber nicht an die hohen Platzierungen anknüpfen.
Im Sommer 2009 wurde bei ihr Brustkrebs festgestellt. Diesen besiegte sie Anfang 2010 nach zwei Operationen und einer fünfmonatigen Chemotherapie.

## Diskografie

### Studioalben
| Jahr | Titel            | Höchstplatzierung, Gesamtwochen, AuszeichnungChartplatzierungen (Jahr, Titel, Platzierungen, Wochen, Auszeichnungen, Anmerkungen) | Höchstplatzierung, Gesamtwochen, AuszeichnungChartplatzierungen (Jahr, Titel, Platzierungen, Wochen, Auszeichnungen, Anmerkungen) | Höchstplatzierung, Gesamtwochen, AuszeichnungChartplatzierungen (Jahr, Titel, Platzierungen, Wochen, Auszeichnungen, Anmerkungen) | Höchstplatzierung, Gesamtwochen, AuszeichnungChartplatzierungen (Jahr, Titel, Platzierungen, Wochen, Auszeichnungen, Anmerkungen) | Höchstplatzierung, Gesamtwochen, AuszeichnungChartplatzierungen (Jahr, Titel, Platzierungen, Wochen, Auszeichnungen, Anmerkungen) | Anmerkungen |
| Jahr | Titel            | DE | AT | CH | UK | US | Anmerkungen |
| ---- | ---------------- | --- | --- | --- | --- | --- | --- |
| 2000 | Hear My Cry      | DE17 (26 Wo.)DE | AT9 (6 Wo.)AT | CH11 Gold · (39 Wo.)CH | UK6 Platin · (42 Wo.)UK | US67 (26 Wo.)US | Erstveröffentlichung: 15. Februar 2000 Produzenten: Chris Allen, Graeme Pleeth, Rob Barter, Simon Belofsky, Sonique |
| 2003 | Born to Be Free  | DE97 (1 Wo.)DE | — | — | — | — | Erstveröffentlichung: 20. Mai 2003 Produzenten: Graeme Pleeth, Rob Barter                                           |
| 2005 | On Kosmo         | — | — | — | — | — | Erstveröffentlichung: 2005                                                                                          |
| 2010 | Sweet Vibrations | — | — | — | — | — | Erstveröffentlichung: 10. September 2010                                                                            |

### DJ-Mixe
- 2000: Serious Sound of Sonique – In the Mix & On the Mic (2 CDs)
- 2001: Club Mix (2 CDs)

### Singles
| Jahr | Titel Album                           | Höchstplatzierung, Gesamtwochen, AuszeichnungChartplatzierungen (Jahr, Titel, Album, Platzierungen, Wochen, Auszeichnungen, Anmerkungen) | Höchstplatzierung, Gesamtwochen, AuszeichnungChartplatzierungen (Jahr, Titel, Album, Platzierungen, Wochen, Auszeichnungen, Anmerkungen) | Höchstplatzierung, Gesamtwochen, AuszeichnungChartplatzierungen (Jahr, Titel, Album, Platzierungen, Wochen, Auszeichnungen, Anmerkungen) | Höchstplatzierung, Gesamtwochen, AuszeichnungChartplatzierungen (Jahr, Titel, Album, Platzierungen, Wochen, Auszeichnungen, Anmerkungen) | Höchstplatzierung, Gesamtwochen, AuszeichnungChartplatzierungen (Jahr, Titel, Album, Platzierungen, Wochen, Auszeichnungen, Anmerkungen) | Höchstplatzierung, Gesamtwochen, AuszeichnungChartplatzierungen (Jahr, Titel, Album, Platzierungen, Wochen, Auszeichnungen, Anmerkungen) | Anmerkungen                                                                   |
| Jahr | Titel Album                           | DE | AT | CH | UK | US | Dance | Anmerkungen                                                                   |
| ---- | ------------------------------------- | --- | --- | --- | --- | --- | --- | ----------------------------------------------------------------------------- |
| 1985 | Let Me Hold You –                     | — | — | — | UK99 (1 Wo.)UK | — | — | Erstveröffentlichung: 26. August 1985                                         |
| 1998 | I Put a Spell on You Hear My Cry      | DE70 (5 Wo.)DE | — | CH44 (9 Wo.)CH | UK8 (15 Wo.)UK | — | — | Erstveröffentlichung: 1. Juni 1998                                            |
| 1998 | It Feels so Good Hear My Cry          | DE2 Gold · (18 Wo.)DE | AT2 (16 Wo.)AT | CH2 Gold · (28 Wo.)CH | UK1 Platin · (24 Wo.)UK | US8 (24 Wo.)US | Dance1 (15 Wo.)Dance | Erstveröffentlichung: 23. November 1998; Wiederveröffentlichung: 22. Mai 2000 |
| 2000 | Sky Hear My Cry                       | DE11 (16 Wo.)DE | AT8 (17 Wo.)AT | CH18 (22 Wo.)CH | UK2 Silber · (10 Wo.)UK | — | Dance10 (12 Wo.)Dance | Erstveröffentlichung: 7. August 2000                                          |
| 2003 | Can’t Make Up My Mind Born to Be Free | — | — | — | UK17 (5 Wo.)UK | — | — | Erstveröffentlichung: 19. Mai 2003                                            |
| 2003 | Alive Born to Be Free                 | DE39 (9 Wo.)DE | AT33 (9 Wo.)AT | CH80 (5 Wo.)CH | UK70 (1 Wo.)UK | — | — | Erstveröffentlichung: 1. September 2003                                       |
| 2004 | Another World On Kosmo                | DE57 (7 Wo.)DE | AT75 (1 Wo.)AT | — | — | — | — | Erstveröffentlichung: 14. Dezember 2004 mit Tomcraft                          |
| 2005 | Why On Kosmo                          | DE90 (2 Wo.)DE | — | — | — | — | — | Erstveröffentlichung: 1. Juni 2005                                            |

Weitere Singles
- 2006: Sleezy
- 2006: Tonight
- 2006: My Dream
- 2008: Better Than That
- 2009: World of Change
- 2010: Givin’ It Up (Christian Luke feat. Sonique)
- 2012: Sweet Vibrations

## Auszeichnungen für Musikverkäufe
| Silberne Schallplatte - Frankreich - 2000: für die Single It Feels So Good Goldene Schallplatte - Australien - 2000: für die Single It Feels So Good - 2001: für die Single Sky - Belgien - 2000: für die Single It Feels So Good - Spanien - 2001: für das Album Hear My Cry | Platin-Schallplatte - Europa - 2002: für das Album Hear My Cry - Norwegen - 2001: für die Single It Feels So Good - Schweden - 2000: für die Single It Feels So Good |

Anmerkung: Auszeichnungen in Ländern aus den Charttabellen bzw. Chartboxen sind in ebendiesen zu finden.
| Land/RegionAuszeichnungen für Musikverkäufe (Land/Region, Auszeichnungen, Verkäufe, Quellen) | Silber     | Gold     | Platin     | Verkäufe    | Quellen              |
| -------------------------------------------------------------------------------------------- | ---------- | -------- | ---------- | ----------- | -------------------- |
| Australien (ARIA)                                                                            | —          | 2× Gold2 | —          | 70.000      | aria.com.au          |
| Belgien (BRMA)                                                                               | —          | Gold1    | —          | 25.000      | ultratop.be          |
| Deutschland (BVMI)                                                                           | —          | Gold1    | —          | 250.000     | musikindustrie.de    |
| Europa (IFPI)                                                                                | —          | —        | Platin1    | (1.000.000) | ifpi.org             |
| Frankreich (SNEP)                                                                            | Silber1    | —        | —          | 125.000     | infodisc.fr          |
| Norwegen (IFPI)                                                                              | —          | —        | Platin1    | 20.000      | ifpi.no              |
| Schweden (IFPI)                                                                              | —          | —        | Platin1    | 30.000      | sverigetopplistan.se |
| Schweiz (IFPI)                                                                               | —          | 2× Gold2 | —          | 50.000      | hitparade.ch         |
| Spanien (Promusicae)                                                                         | —          | Gold1    | —          | 50.000      | elportaldemusica.es  |
| Vereinigtes Königreich (BPI)                                                                 | Silber1    | —        | 2× Platin2 | 1.100.000   | bpi.co.uk            |
| Insgesamt                                                                                    | 2× Silber2 | 7× Gold7 | 5× Platin5 |             |                      |